# ویلی فروملت
ویلی فروملت (انگلیسی: Willi Frommelt؛ زادهٔ ۱۸ november ۱۹۵۲ (۷۲ سال)) ورزشکار اسکی آلپاین اهل لیختن‌اشتاین است.
وی در مسابقات کشوری و بین‌المللی در مجموع برندهٔ ۱ مدال نقره، ۳ مدال برنز شده‌است.